# سوق النبي يونس
سوق النبي يونس يعتبر هذا السوق من أقدم الأسواق في مدينة الموصل، ويقع في الجانب الأيسر من المدينة، ويمتد من شارع الزهور شمالًا إلى جامع النبي يونس، وجنوباً بالقرب من منطقة الدركزلية والفيصلية. وتحتوي محلاته على معظم الحاجيات المنزلية (مثل الملابس والأحذية والمواد الغذائية والتوابل والعصائر والخضراوات والفواكه الكماليات النسائية والاكسسوارات والصياغة) وفي السوق توجد بعض الأبنية التراثية والقديمة المشهورة.